# Hypena frappieralis
Hypena frappieralis är en fjärilsart som beskrevs av Achille Guenée 1862. Hypena frappieralis ingår i släktet Hypena och familjen nattflyn. Inga underarter finns listade i Catalogue of Life.